# Macleania cordifolia
Macleania cordifolia är en ljungväxtart som beskrevs av George Bentham. Macleania cordifolia ingår i släktet Macleania och familjen ljungväxter. Inga underarter finns listade i Catalogue of Life.